# Tay Schmedtmann
Tay Schmedtmann (* 25. Oktober 1996) ist ein deutscher Popsänger. 2016 gewann er die sechste Staffel von The Voice of Germany.

## Biografie
Nach der Schule schloss Tay Schmedtmann eine Ausbildung zum Bürokaufmann ab. Daneben war er als Musiker aktiv und trat auch in seiner Heimat im Kreis Gütersloh auf. Zwei Jahre lang sang er auch in einer christlichen Jugendband. Er lebt in Brockhagen, einem Ortsteil der Gemeinde Steinhagen in Nordrhein-Westfalen. 2016 bewarb er sich bei der Castingshow The Voice of Germany. In den „Blind Auditions“ trat er mit dem Lied Starke Schulter von Julian le Play an und wurde von allen vier Coaches ausgewählt. Er schloss sich dem Team von Andreas Bourani an. In der ersten Liveshow setzte er sich gegen zwei andere Teammitglieder mit 80,9 % der Zuschauerstimmen durch und erreichte damit das mit Abstand beste Ergebnis aller vier Halbfinalsieger. Bereits vor der abschließenden Show galt er aufgrund der Streamingabrufe seines Finalsongs Lauf Baby lauf als leichter Favorit. Er erreichte das Endduell und gewann dort mit 54 % der Stimmen gegen Robin Resch.
In der Woche nach dem Finale erreichte die Single Lauf Baby lauf Platz 23 der deutschen Charts.

## Diskografie
Songs aus den Auftritten in The Voice of Germany vom 20. Oktober bis 18. Dezember 2016
- Starke Schulter von Julian le Play
- Ich laufe von Tim Bendzko („Battle“ mit dem Trio Sarah Maier, Teresa Pleger und Maria Vogl-Fernheim)
- Ich atme ein von Roger Cicero
- Wie schön du bist von Sarah Connor
- Sie sieht mich nicht von Xavier Naidoo
- Eisberg im Duett mit Andreas Bourani (Coach)
- Love Me Now im Duett mit John Legend

Singles
- 2016: Lauf Baby lauf (eigener Song aus dem Finale von The Voice)
- 2019: Stillstand

Gastbeiträge
- 2019: Welche Liebe (Unplugged) (Ecclesia Worship feat. Tay Schmedtmann)